# الفین ایوانز
الفین ایوانز (انگلیسی: Elfyn Evans؛ زادهٔ ۲۸ دسامبر ۱۹۸۸) راننده رالی اهل بریتانیا است.
او در حال حاضر با اسکات مارتین برای تیم رالی جهانی تویوتا گازو ریسینگ در مسابقات رالی قهرمانی جهان رقابت می‌کند.

## حرفه ورزشی
الفین ایوانز پسر قهرمان مسابقات رالی بریتانیا در سال ۱۹۹۶ و راننده سابق رالی قهرمانی جهان گوینداف ایوانز است.
ایوانز حرفه رالی خود را در سال ۲۰۰۷ با رانندگی یک فورد فیستا و در کلاس N در فورد فیستا اسپورتینگ تروفی آغاز کرد. او همچنین در مسابقات رالی بریتانیا آن سال در ولز شرکت کرد.